# Alfa de la Cabellera de Berenice
Alfa de la Cabellera de Berenice (α Comae Berenices) és un estel binari, el segon més brillant de la constel·lació de la Cabellera de Berenice, després de β Comae Berenices. El component principal du el nom de Diadem (que també és el nom tradicional del sistema), d'origen incert, i es diu que representa la diadema de la reina Berenice II. Es troba aproximadament a 60 anys llum de distància del sistema solar.
Alfa de la Cabellera de Berenice és un estel binari compost per dos estels pràcticament idèntics, cadascun d'ells de magnitud aparent +5,07 i tipus espectral F5V. Ambdós són estels blanc-grocs de la seqüència principal, i formen un sistema similar al de Porrima (γ Virginis), si bé les components d'aquest últim són una mica més calentes que les d'Alfa de la Cabellera de Berenice. Amb una temperatura efectiva de 6.500 K, cadascun dels estels té una lluminositat 2,5 vegades major que la del Sol i la seva massa és un 25% més gran que la massa solar.
Els dos components del sistema tenen un període orbital de 25,85 anys, i des de la Terra l'òrbita s'observa pràcticament de perfil. No obstant això, una petitíssima inclinació del pla orbital respecte a la línia de visió fa que el sistema no arribi a constituir una binària eclipsant. Visualment, en l'apoastre —màxima distància entre les components— els dos estels s'hi troben separats 0,7 segons d'arc, mentre que al periastre no es poden resoldre. La separació real entre ambdues varia entre 6 i 19 ua.